# 原乡 (语言学)
原乡（Urheimat，/ˈʊərhaɪmɑːt/，来自德语ur-“起源的”和Heimat“家乡”)在历史语言学上指祖语在还没有分化为不同派生语言时所被使用的地区。
语系的年龄可以决定语系的原乡是几近确凿(在历史或近历史的迁徙情况下)到极不确定(在有久远史前史的情况下)。除内部语言学证据外，原乡史前史的重构还需要考古学和古遗传学等许多证据。

## 方法
有好几种方法可以定出给定语系的原乡。其一，祖语中的单词，特别是植物和动物的词汇，可以提供祖语使用环境的地理生态线索。史前气候变化和动植物群系的变化可能导致原乡的地理环境发生改变，因此估测祖语的时间深度是必要的。:46:423
另一种方法基于 “语言迁移理论”（首先由爱德华·萨丕尔提出），这理论认为原乡的最可能的候选是区域内有最高语言多样性的区域。:423–424这需要详尽而准确的语系内部分类。关于高位分类的不同假说会导出相差甚远的语言学故地（如伊西多尔·戴恩（Isidore Dyen）的南岛语系原乡为新几内亚的假说）。:48语言迁移理论也有局限性，因为它只适用于连续发展而来的语言多样性。语言多样性可能会被更晚的迁徙抹除而失真。:430–432

## 限制
特定语系的(单一、可识别的)“原乡”的概念只适用于有单纯语系关系的语系。这一假设常常合理而实用，但这在逻辑上并不必然，因为众所周知，语言常常会受到区域特征和底层或上层的影响。

### 时间深度
在一段适当长的时间内，在没有有中间过程的确凿证据的情况下，可能观察到有同一原乡的语系间存在联系：如果时间够长，语言的自然变化会摧毁一切有意义的能证明同源的语言学证据。这种相似现象是历史语言学中更大“时间深度”的表现。
例如，一般认为美洲原住民语言分化自一个几千年内(大约是2万~1.5万年前)就完成的相当快(相对于旧石器时代晚期)的迁徙新大陆模型，:R202–7而他们的同源关系在1万多年后彻底变得模糊了。相似地，澳大利亚原住民语言可被粗略划为约28个语系和没有明显同源关系的孤立语言。:817–845
构拟原乡需要用到比较语言学方法，特别是估测的分化时间在新石器时代或更晚时。毫无疑问的是，完全发展（fully developed）的语言贯穿旧石器时代晚期，可能深入旧石器时代中期(参见语言的起源、行为现代性)。这些语言可能随着早期人类迁徙散播，但那已经是语言学构拟所不能及。持续数千年的末次冰盛期(LGM)强行使欧亚大陆的许多旧石器时代晚期人群分离，使他们撤退到所谓“冰川避难地”（refugia）。在LGM结束之后，全新世的中石器时代人群再次开始流动，大多数世界主要语系的史前散播似乎反映了中石器时代和紧随其后的新石器革命核心人群的扩张。
诺斯特拉语系理论是最广为人知的超语系理论之一，它尝试将欧亚大陆主要语系的史前史(除汉藏语系和东南亚语言外)拓展到全新世的开始。第一个相关假说在20世纪初提出，诺斯特拉理论仍被人们认真考虑，但不再被广泛接受。更晚、更冒险的北方大语系假说试图将诺斯特拉语系、德内－高加索语系和南方大语系联系为一个“大语群”，将欧亚大陆大多数语言联系在一起，时间上可以逆推回末次冰盛期。
围绕“原始人类语言”的争论，最后几乎完全与语言构拟无关了。所有世界现存语言所涉及的深度史前史的时间深度至少约10万年。:370–372

### 语言接触和克里奥尔化
原乡只适用于由系统树模型给出的祖语的人群，但这只是个理想模型。
例如，在语系互相接触的地区，一种语言和它的原乡的关系会因“语言学家和人种学家记录的迁徙的过程、语言替换和群体吸收”而变得复杂，这些群体本身就是“暂时而可塑”的。例如，在埃塞俄比亚西部尼罗-撒哈拉语系和亚非语系接触的地方，操尼罗-撒哈拉语系语言的乃加汤族（Nyangatom）和操亚非语系语言的达萨纳奇族（Daasanach）互相紧密相关，而基因上与临近的亚非语系人群不同。这反映达萨纳奇族和乃加汤族一样，本来都说尼罗-撒哈拉语系语言，而达萨纳奇族稍后在约19世纪发生语言替换，改说亚非语系语言。:582–600
克里奥尔语是无关语言的杂交。:788–818例如，克里奥尔语可能缺乏显著的屈折形态，单音节词缺乏声调，缺乏生僻词，即便这些特征在混合双方语言中都存在。:111–152

### 孤立语言
孤立语言没有确凿的语系关系，因而没有确定的“原乡”，例如西班牙北部和法国西南部的巴斯克语。不过，所有语言都会演化，或许仍可以结合历史、考古证据推测一个未知的原乡、结合文献和周边语言的蛛丝马迹构拟祖语，比如原始巴斯克语。
有时也能发现原先被认为是孤立语言的亲属语言。比如伊特拉斯坎语，虽然只有部分被破译了，仍一般认为它和雷蒂亚语、利姆尼亚语有亲缘关系。单独一个语系可能也是孤立的，比如巴布亚新几内亚的非南岛原住民诸语言，和澳大利亚原住民语言。这些语言和其他地方的语言没有任何联系。不过，仍然可以假定一个未知的原乡。整个印欧语系就是一个孤立的、没有更多的确凿的外部联系的语系。信息的缺失阻止不了语言学家假设大语系(如诺斯特拉语系)和它们的原乡。

## 主要语系的原乡

### 东亚
汉藏语系
汉藏语系祖语构拟的工作相比其他主要语系来说还相当不足，所以它更高层的结构和时间深度仍不明。:422–423, 426假定的原乡和时期包括：黄河中上游约4–8千年前；四川西北部约9千年前；印度东北部(最大语言多样性出现处)约9–10千年前。:112
苗瑶语系
苗瑶语系的原乡最可能是在长江和澜沧江之间的华南地区，不过他们可能从华中受汉族扩张的压力而迁来。
壮侗语系
大多数学者将壮侗语系的原乡定在华南，可能是在福建或广东的沿海地区。:107–131
日本-琉球语系
大多数学者相信日本-琉球语系在约公元前700至300年由弥生文化稻作移民从朝鲜半岛传播至九州岛北部，横贯日本群岛，稍后传播到琉球群岛。:98零碎的地名证据可以说明，在公元初几个世纪，朝鲜半岛中南部仍有后来灭绝了的日本-琉球语系语言（即半岛日语）。:35–36
朝鲜语系
所有现代朝鲜语系语言均是统一新罗官方语言的直系后代，在7至10世纪之间新罗统治着朝鲜半岛南部三分之二。:40:4朝鲜半岛更早的语言史的可用材料极为稀少。:31朝韩史学界的传统观点是，朝鲜民族是从北部迁来的，但没有考古证据支持存在这样一次迁徙。:586–587:230
南亚语系
一般认为南亚语系是中南半岛上最古老的语系，目前的不连续分布是因为有其他语系迁来。不同的语族、语支共享大量稻作词汇，但与冶金相关的很少。:146识别语系原乡的工作会被其分支的数量限制。假说有印度北部(主要由假设早期蒙达语族分支的学者支持)、东南亚(最大语言多样性)和华南(基于汉语借词)。:42–44
南岛语系
南岛语系的原乡一般认为是台湾岛。:756

### 西亚

印欧语系语言在欧亚大陆的现代分布(亮绿色)，以及可能的原始印欧语原乡(深绿色)。

印欧语系
原始印欧语原乡所在的识别已经争论了上百年，坟冢假说是目前最有说服力的，它将印欧语系原乡定于约公元前4000年的东欧大草原。:199–219
高加索诸语言
不相关的南高加索语系、西北高加索语系(阿布哈兹-阿迪格)和东北高加索语系(纳赫-达吉斯坦)都被认为是高加索的土著语言。:185–192高加索语言间，特别是原始南高加索语和原始印欧语间接触的强有力证据表明，至少三四千年前它们曾在很接近的地区共存过。:207:11–12
达罗毗荼语系
尽管达罗毗荼语系目前集中在印度南部，不过在很遥远的北部地区有孤立的小语言、地名和影响印度-雅利安语支的底层，这些可以说明它们在次大陆上分布得远比今天广。原始达罗毗荼语的动植物词汇可以说明达罗毗荼语系是印度的本土语言。一些学者认为目前集中在印度南部的达罗毗荼语是从西北地区迁来，他们的证据是布拉灰语与难以识读的印度河文字的可能联系，并宣称其与埃兰语有关。:3, 5–6, 15–16

### 北美洲
爱斯基摩–阿留申
爱斯基摩－阿留申语系发源自白令海峡或阿拉斯加西南部。
纳-德内语系和叶尼塞语系
德内-叶尼塞语系假说认为北美洲的纳-德内语系和中西伯利亚的叶尼塞语系同源。这个语系原乡的假说有中亚或西亚、:13994–13996西伯利亚:138–167或白令陆桥几说，但目前的证据仍不能说明问题。:410–446
阿尔吉克语系
阿尔吉克语系分布在北美洲太平洋沿岸直至大西洋沿岸。一般认为原始阿尔吉克语分布在哥伦比亚高原。前维约特语和前约鲁克语使用者从那里向西南迁徙到加利福尼亚北部沿海地区，而前原始阿尔冈昆语使用者则迁徙到大平原北部，那里是阿尔冈昆语族开始分散的起点。:223–260:256
犹他-阿兹特克语系
历史上部分学者认为原始犹他-阿兹特克语的原乡在美国和墨西哥边境地区，大约在亚利桑那州和新墨西哥州的高原地区，以及邻接的墨西哥索诺拉省和奇瓦瓦省，大致覆盖索诺拉沙漠。祖语在约5000年前由一群狩猎采集部落使用。简·希尔（Jane H. Hill） (2001)的假设则认为原乡在南方，是一群操原始犹他-阿兹特克语的中美洲玉米农民，是在约4500到3000年前带着玉米逐渐向北方迁徙的，使用者的地理扩散对应祖语的分化。

### 南美洲
图皮语系
原始图皮语是南美洲图皮语系的祖语，可能在约5000年前分布在瓜波雷河和阿里普阿南河之间。

### 突厥语系

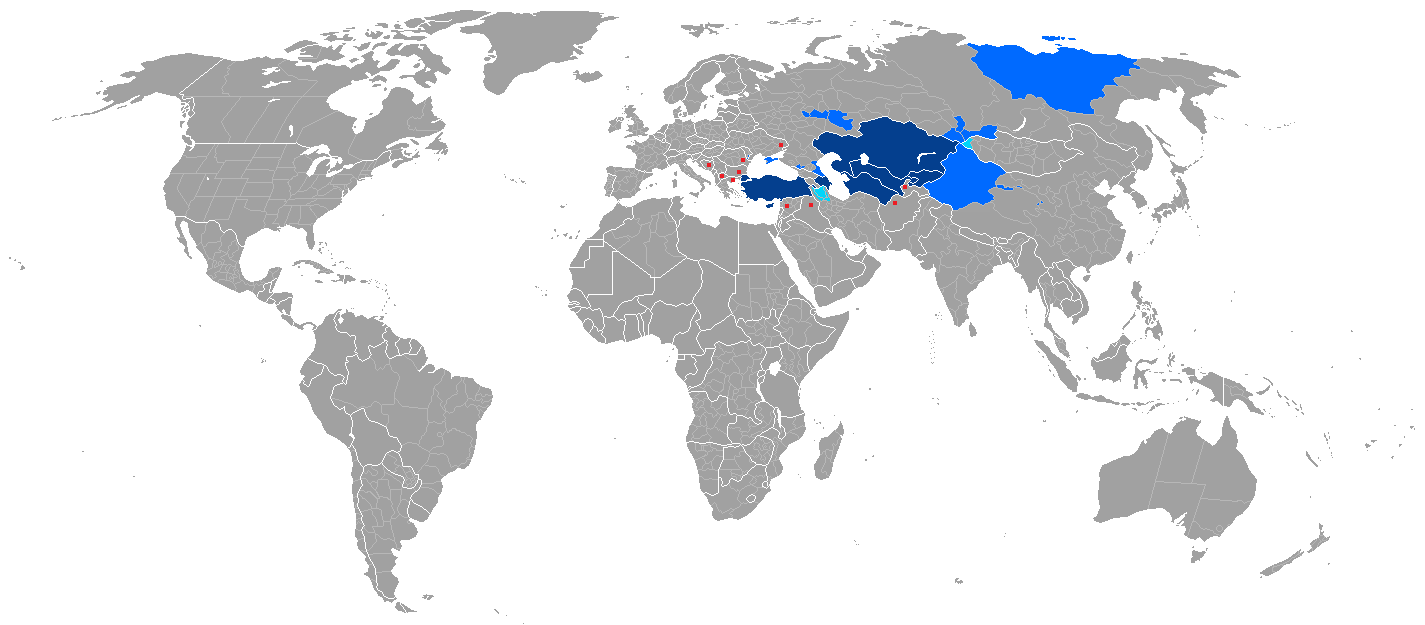
突厥语有官方地位的国家和地区

突厥语系起源的时空位置仍有相当争议，原乡的位置从外里海草原到东北亚的满州和中南西伯利亚。:61因为最早的汉语记录出现前一直缺乏书面记录，而且早期突厥语民族是游牧的，因而一直在移动，这使得确定突厥语系的原乡变得格外困难，一般要结合西伯利亚中西部早期地层的考古证据。:67–80突厥语民族到6世纪生活在中国北部，特别是新疆、内蒙古，蒙古和西西伯利亚平原，向西可能远至贝加尔湖和阿尔泰山脉的欧亚大草原上。在突厥人迁徙之后，到10世纪时，中亚大部的主体已由原先的伊朗人转换成突厥人。随后，塞尔柱突厥人在11世纪入侵安纳托利亚，最终产生永久突厥定居点。突厥语系现在分布在土耳其、伊朗、中亚和西伯利亚。

### 乌拉尔语系

新石器时代的欧洲

乌拉尔语系的原乡所在未知。一说是公元前约4200~2000年的梳状陶器文化，证据是伏尔加河中游的高度语言多样性，乌拉尔语系下3个截然不同的语支莫尔多瓦语支、马里语和彼尔姆语支都在这里。构拟出的动植物名称(有云杉、新疆落叶松、新疆五针松、西伯利亚冷杉、爆竹柳、榆树和刺猬)也在这一地区。这里和坟塚假说的印欧语系原乡相邻。
许多知名语言学家假设爱斯基摩-阿留申语系和乌拉尔语系同源，尽管没有共识认为这种联系是确凿的。乌拉尔语系和印欧语系间可能也存在语系关系(参见印欧-乌拉尔语系)。

### 非洲

#### 尼罗-撒哈拉语系
尼罗-撒哈拉语系本身的存在已经广为接受，乍得、苏丹和中非共和国的交界地区是最可能的原乡所在地，最早分化时间大约在1.2到1万年前。:364–382

#### 亚非语系
亚非语系包含阿拉伯语、希伯来语、柏柏尔语，其他语言主要分布在东北非，还有一些使用人数很少的语言分散在苏丹和东非部分地区。
亚非语系原乡一定是在存在亚非语系底层的地区。一般说来，有两说：其一，亚非语系起源于中东的闪米特语族原乡；其二，亚非语系起源于东北非(一般在达尔富尔和提贝斯提高原之间或在埃塞俄比亚和非洲之角其他国家)。目前看来非洲说更有力，因为那里聚集着许多远缘语支，多样性很大。
几乎每一个可能的亚非语语族相互关系都有严肃的支持者，尽管除了少数几种亚非语外，其他所有语言的亚分类都有相当大的共识。分解亚非语系谱系树发生的部分困难来自这些语族的时间深度。亚非语系的古埃及语(后来发展为今日的科普特语)是世界上有书面记录的最早的两种语言之一(另一种是苏美尔语，是孤立语言)，光是书面形式就出现在约公元前3000年，:2同属亚非语系的阿卡德语也在非常早时就有书面记录(约公元前2000年)。:83共同的原始亚非语必须比这些语言还老，而且这些语言还分属当时已经分化出的不同语族。在亚非语使用者人群中，也没有普遍的基因特征。也有理论认为亚非语系的扩张要归功于新石器革命，新石器革命发源自亚非语地区。也有人认为亚非语系可能在旧石器时代晚期就已经广泛分布。

##### 闪米特语族
有人猜测闪米特语族是亚非语系下的“亚语系”，非洲之角和西南亚—特别是黎凡特地区—是最可能的原乡。乍一看上去，非洲之角大量闪米特语族词汇的出现似乎能支持闪米特语族原乡在此。不过，非洲之角的闪米特语族语言全属于南闪米特语支 ，似乎都来自一个晚近、单独的埃塞俄比亚-闪米特祖语，东闪米特语支和中闪米特语支似乎是亚洲本土的。这些特征，以及所有在埃塞俄比亚-闪米特语支中存在的特定闪米特词汇，说明闪米特语族率先在黎凡特地区使用，接着才向南传到非洲，说明黎凡特说更可靠。
希伯来语与阿拉伯语关系密切，甚至在闪米特语族内关系也算近的，都属于中闪米特语支。
马耳他语是欧洲唯一的闪米特语族语言，分化自西西里阿拉伯语。

#### 尼日尔–刚果语系
尼日尔-刚果语系贝努埃-刚果亚语支有班图语支，约公元前3000~500年的班图大迁徙抹去了中南非原先语言分布的痕迹，因此尼日尔–刚果语系原乡的时空位置不能确定，可能在西非或中非，分化时间可能是班图大迁徙之前数千年。班图语支的扩张可能和非洲新石器时代萨赫勒农业的扩张有关。
据罗杰·布伦奇（Roger Blench），截至2004年，所有尼日尔–刚果语专家都相信该语系有共同祖先，而不仅是一个地理或形态分类。证据有共享的名词词类系统、共享的“动作延伸”（verbal extension）和共享的基础词汇。戴奇·赫尔曼·韦斯特曼在1922年首次做出了相似的分类。约瑟·哈罗德·格林伯格接续了这个传统，1960年代他最有影响力的书开始陆续出版，并开创了现代的非洲语言分类工作。:1–15不过，语系内究竟有哪些次分类在好几十年间一直是热烈讨论的话题，而次分类又能很大程度上决定语系的原乡在哪里。仍没有适用于整个语系的“原始尼日尔-刚果语”词汇或语法。
除原乡的时空范围外，一个重要的待考问题是尼日尔–刚果语系和苏丹努巴山脉的科尔多凡语族的关系，这个语族与其他尼日尔–刚果语不接壤，是语系在东北方的“飞地”。目前语言学界流行的观点是科尔多凡语族属于尼日尔–刚果语系，在那个地区仍然存在的许多语言中可能是最老的。尼日尔–刚果语系可能史前范围包括这片地区，后来其他语系人群的入侵使得尼日尔–刚果语系的主体人群向西南方退去，另有一部分留在原地；或者正好相反，史前一个尼日尔–刚果语系人群迁来这里，即从一开始，科尔多凡语族就是孤立的。目前的证据仍不足以形成有说服力的定论。
有人假定尼日尔–刚果语系的史前范围可能覆盖亚非语系和尼罗-撒哈拉语系的原乡。如果认为尼罗-撒哈拉语系是后来传入东非的，并假定亚非语系起源于北非或西南亚，那么在它们传入前，东非地区的语言就没有定论了。东非这些语言可能原乡的重叠区域值得特别注意，因为这里也是原始欧亚人将现代人类带出非洲的起点。
不过，尼日尔-刚果语系最大的分支——贝努埃-刚果亚语支的起源则十分具体。
格林伯格在1963年将分布在中非共和国的乌班吉河语支划进尼日尔–刚果语系，后来的学者也大都赞成。格利特·迪蒙达尔（Gerrit Dimmendaal）则在2008年的论文中对这一分类提出质疑。:841

##### 贝努埃-刚果亚语支

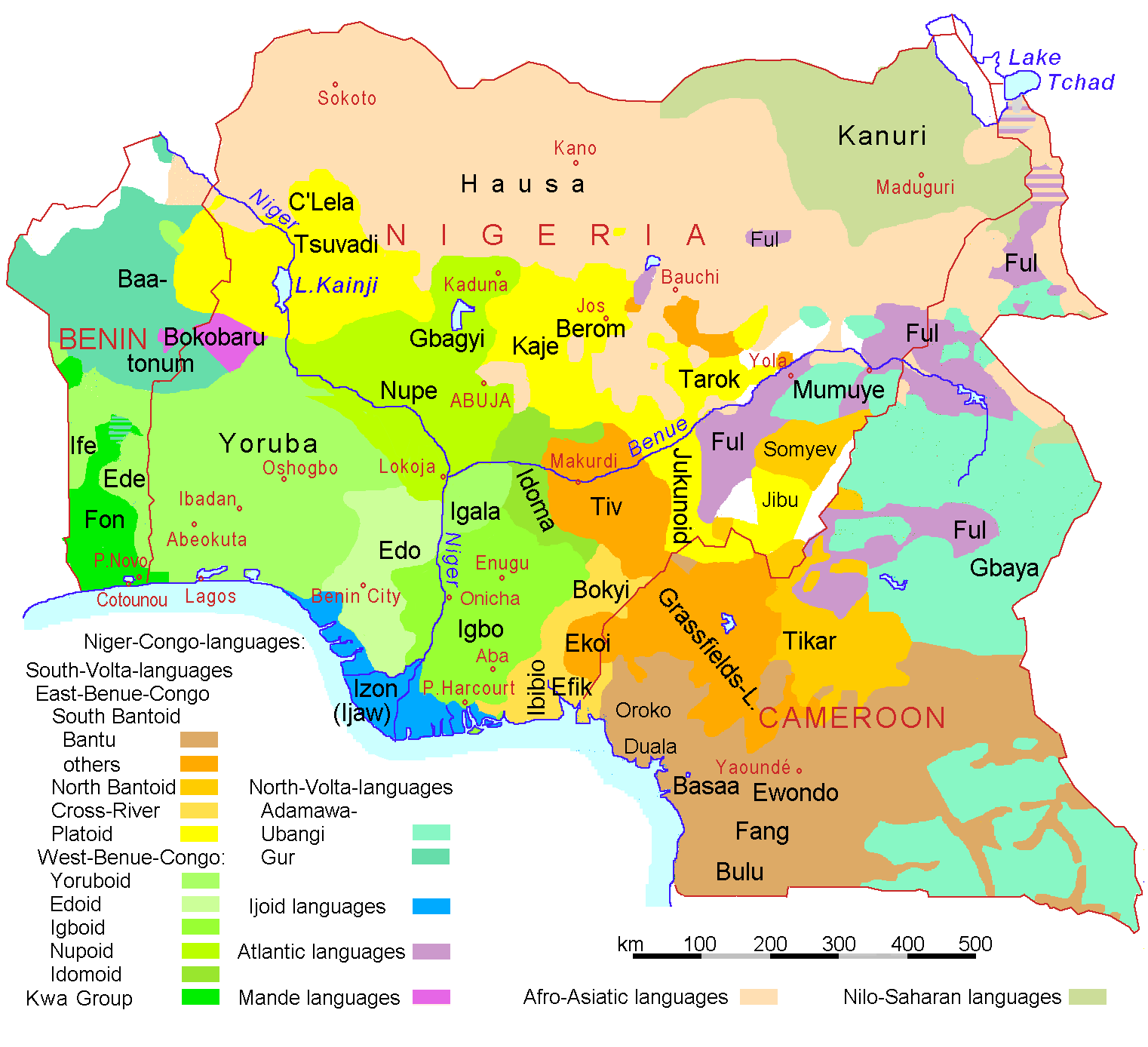
贝努埃-刚果亚语支原乡

罗杰·布伦奇（Roger Blench）总结了哈尔科特港大学教授凯·威廉姆森（Kay Williamson）和语言学家P. De Wolf的工作，认为包含班图语支的贝努埃-刚果亚语支是尼日尔–刚果语系内最大的分支，是一个凭经验分出的分支，可能发源自尼日利亚中部贝努埃河和尼日尔河的交汇处。:115–147这些估计贝努埃-刚果亚语支起源地的尝试没能给出在班图大迁徙之前的贝努埃-刚果亚语支开始扩张的时间，而贝努埃-刚果亚语支必须在班图大迁徙开始之前就已经扩张到一定大的范围，毕竟这个分类下还有很多不是班图语支的语言。
学界上有个广为接受的假说，它认为班图语族的原乡在尼日利亚和喀麦隆的交界地区，从大约公元前3000年开始，班图语开始迅速扩张。:R166–R173:173–195:81–118:261–301:5–132

## 资料
- Anthony, David W., , Princeton University Press, 2007
- Anthony, David; Ringe, Don, , Annual Review of Linguistics, 2015, 1: 199–219, doi:10.1146/annurev-linguist-030514-124812
- Peter S. Bellwood, , University of Hawai'i Press, 1997  [2021-08-16], ISBN 978-0-8248-1907-1, （原始内容存档于2021-08-16）.
- Bellwood, Peter S., , 2000. (Translation of  Bellwood 1997)
- Blust, Robert. . Asian Perspectives. 1984, 26 (1): 45–67. JSTOR 42928105.
- Campbell, Lyle, , Oxford University Press, 1997, ISBN 978-0-19-509427-5.
- ———,  3rd, Edinburgh University Press, 2013, ISBN 978-0-7486-4601-2.
- Gray, Russell D.; Atkinson, Quentin D. . Nature. 2003, 426 (6965): 435–439  [2021-08-16]. Bibcode:2003Natur.426..435G. PMID 14647380. S2CID 42340. doi:10.1038/nature02029. （原始内容存档于2021-06-18）.
- Haak, W.; Lazaridis, I.; Patterson, N.; Rohland, N.; Mallick, S.; Llamas, B.; Brandt, G.; Nordenfelt, S.; Harney, E.; Stewardson, K.; Fu, Q.; Mittnik, A.; Bánffy, E.; Economou, C.; Francken, M.; Friederich, S.; Pena, R. G.; Hallgren, F.; Khartanovich, V.; Khokhlov, A.; Kunst, M.; Kuznetsov, P.; Meller, H.; Mochalov, O.; Moiseyev, V.; Nicklisch, N.; Pichler, S. L.; Risch, R.; Rojo Guerra, M. A.;  et al. . Nature. 2015, 522 (7555): 207–211. Bibcode:2015Natur.522..207H. PMC 5048219 . PMID 25731166. arXiv:1502.02783 . doi:10.1038/nature14317.
- E. F. K. Koerner, Linguistics and Ideology in the Study of Language （页面存档备份，存于）, On linguistics and the search for the original Indo-European homeland
- Mallory, J.P., , London: Thames & Hudson, 1989.
- Mallory, James P., , Blench, Roger; Spriggs, Matthew  (编), , I: Theoretical and Methodological Orientations, London: Routledge, 1997, ISBN 978-0-415-11760-9.
- Mallory, J.P.; Adams, D.Q.,  Repr., Oxford [u.a.]: Oxford Univ. Press, 2006, ISBN 978-0-19-928791-8
- Pereltsvaig, Asya; Lewis, Martin W., , , Cambridge University Press, 2015, ISBN 978-1-107-05453-0

Sohn, Ho-Min, , Cambridge: Cambridge University Press, 1999, ISBN 978-0-521-36123-1.